# Drachio
Nella mitologia greca, Drachio è un guerriero acheo nella guerra di Troia citato nel libro XIII dell'Iliade.

## Il mito
Drachio è ricordato nel tredicesimo libro dell'Iliade tra gli Epei che seguono Mege per battersi nella guerra contro Troia, in Asia Minore. Nel secondo giorno di battaglia cantato nel poema epico Drachio accorre al seguito del capo epeo (in cui compare anche il guerriero Anfione) e saldamente respinge le orde troiane che affluiscono sulla spiaggia sospinte da Ettore per appiccare fuoco alle navi.